# Shura Kitata
Shura Kitata Tola (9 giugno 1996) è un maratoneta etiope.

## Palmarès
| Anno | Manifestazione  | Sede  | Evento   | Risultato | Prestazione | Note |
| ---- | --------------- | ----- | -------- | --------- | ----------- | ---- |
| 2021 | Giochi olimpici | Tokyo | Maratona | dnf       | dnf         |      |

## Altre competizioni internazionali
2015
- Bronzo alla Maratona di Shanghai ( Shanghai) - 2h08'53"

2016
- 16º alla Maratona del lago Biwa ( Ōtsu) - 2h16'09"
- Argento alla Maratona di Ottawa ( Ottawa) - 2h10'03"

2017
- Oro alla Maratona di Francoforte ( Francoforte sul Meno) - 2h05'50"
- Oro alla Maratona di Roma ( Roma) - 2h07'28"
- Bronzo alla Maratona di Xiamen ( Xiamen) - 2h10'36"
- 8º alla Mezza maratona di Copenhagen ( Copenaghen) - 1h00'10"
- Bronzo alla Mezza maratona di Bogotá ( Bogotà) - 1h05'04"

2018
- Argento alla Maratona di Londra ( Londra) - 2h04'49"
- Argento alla Maratona di New York ( New York) - 2h06'01"
- Oro alla Mezza maratona di Philadelphia ( Filadelfia) - 59'16"
- 4º alla Mezza maratona di Houston ( Houston) - 1h00'20"

2019
- 4º alla Maratona di Londra ( Londra) - 2h05'01"
- 5º alla Maratona di New York ( New York) - 2h10'39"
- Oro alla Mezza maratona di Houston ( Houston) - 1h00'11"

2020
- Oro alla Maratona di Londra ( Londra) - 2h05'41"
- 8º alla Mezza maratona di Houston ( Houston) - 59'47"

2021
- 6º alla Maratona di Londra ( Londra) - 2h07'51"

2022
- Argento alla Maratona di New York ( New York) - 2h08'54"
- 5º alla Maratona di Tokyo ( Tokyo) - 2h06'12"

2023
- Bronzo alla Maratona di New York ( New York) - 2h07'11"
- 14º alla Maratona di Boston ( Boston) - 2h11'26"

2024
- 11º alla Maratona di Boston ( Boston) - 2h10'52"